# Nunca te haría daño
«Nunca te haría daño» es una canción de Jorge González que aparece en su disco Libro (2013).
Fue lanzada en junio de 2012 como primer sencillo del álbum. Es una canción romántica en piano, con una base rítmica inspirada en Milli Vanilli.

## Vídeo
En el videoclip (en blanco y negro) se puede ver a González en una habitación desierta interpretando la canción en su piano.
- Datos: Q20016071